# Runaljod - Ragnarok
| Recensione | Giudizio |
| ---------- | -------- |
| Ondarock   | 7,5      |

Runaljod - Ragnarok è il terzo album del gruppo musicale norvegese Wardruna, pubblicato nel 2016.

## Il disco
Terzo ed ultimo capitolo della trilogia Runaljod, l'album è stato preceduto dalla pubblicazione del primo singolo, Odal, il 21 agosto 2016.. Il 6 ottobre 2016 esce invece il secondo, Raido e il 18 ottobre Runaljod.

## Tracce
1. Tyr – 6:30
2. UruR – 10:11
3. Isa – 7:13
4. MannaR – Drivande – 4:09
5. MannaR – Liv – 5:13
6. Raido – 4:46
7. Pertho – 2:17
8. Odal – 5:31
9. Wunjo – 5:19
10. Runaljod – 7:35

## Formazione
- Einar "Kvitrafn" Selvik – voce, strumentazione (eccetto il violino)
- Lindy Fay Hella – voce